# روزنه امید (فیلم ۱۹۳۲)
روزنۀ امید (انگلیسی: The Silver Lining) یک فیلم کمدی پیشا-کد به کارگردانی آلن کراسلند است که در سال ۱۹۳۲ منتشر شد.

## بازیگران
- مورین اوسالیوان
- بتی کامپسن
- جان واربرتون
- مونتاگو لاو
- مری دوران
- کورنلیوس کیف
- مارتا ماتوکس
- والی آلبرایت
- گریس والنتین
- جی. فرانک گلندون
- هلن گیبسون
- تاینی سندفورد